# Bambi (EP)
Bambi es el tercer EP coreano (cuarto en general) del cantante surcoreano Baekhyun. El disco fue lanzado el 30 de marzo de 2021 por SM Entertainment. Está disponible en cuatro versiones: Bambi, Night Rain, Dreamy y Misty.

## Antecedentes y lanzamiento
El 5 de marzo de 2021, SM anunció que el cantante estaba preparando su nuevo álbum en solitario que se lanzaría a finales de marzo antes de su alistamiento en el servicio militar obligatorio.
El 11 de marzo, se publicó la primera imagen teaser, junto con el nombre del disco y su fecha de lanzamiento. Del 15 al 28 de marzo, se publicaron con regularidad fotos y vídeos teaser.

## Promoción
Una hora antes del lanzamiento del vídeo musical y del álbum, Baekhyun realizó en una transmisión en vivo a través de V Live, donde promocionó y habló sobre el disco. El 9 de abril, Baekhyun ganó su primera victoria en Music Bank con el sencillo «Bambi». A diferencia de sus anteriores lanzamientos, Baekhyun no asistió ni actuó en ningún programa musical.

## Éxito comercial
El 30 de marzo, horas antes de su lanzamiento, se informó que Bambi había superado las 833 392 copias vendidas en su preventa, siendo su mejor disco hasta el momento, convirtiéndolo en el álbum más preordenado por un solista en la historia de Corea del Sur. Poco después de su lanzamiento, el álbum se ubicó en el puesto número uno en iTunes en un total de 60 países, mientras que también arrasó en varias listas de álbumes nacionales. Bambi debutó en el primer puesto de Gaon Album Chart. Finalmente se convirtió en el disco más vendido de marzo de 2021 en la lista previamente mencionada con un total de 591 944 copias vendidas, a pesar de que solo había pasado dos días de su lanzamiento. El 19 de abril, se anunció que el álbum había superado el millón de ventas, convirtiéndolo en el segundo álbum de Baekhyun en alcanzar este hito después de Delight (2020).
El disco también alcanzó el éxito internacional, debutando en el número quince de Billboard World Album Chart. En China, Bambi alcanzó un volumen de ventas de 1 millón de yuanes en QQ Music en aproximadamente una hora después del lanzamiento, convirtiendo a Baekhyun en el primer cantante masculino coreano en recibir una certificación Doble Platino en 2021.

## Lista de canciones
| Bambi |                             |                   |                                              |          |  |
| N.º   | Título                      | Letras            | Música                                       | Duración |  |
| 1.    | «Love Scene»                | Colde             | Colde, Stally                                | 3:37     |  |
| 2.    | «Bambi»                     | Deez, Saay        | Deez, Yunsu, Saay, Adrian McKinnon           | 3:33     |  |
| 3.    | «All I Got»                 | Kenzie            | Tone Stith                                   | 4:00     |  |
| 4.    | «Amusement Park» (놀이공원) | iHwak, Royal Dive | iHwak, Royal Dive, Saimon                    | 4:17     |  |
| 5.    | «Privacy»                   | Jane              | Junny, Zayson, Brian Cho, Emoji, Jane        | 3:07     |  |
| 6.    | «Cry for Love»              | Kenzie            | Stephan Benson, Greg Bonnick, Hayden Chapman | 3:31     |  |
| 22:03 |                             |                   |                                              |          |  |

## Posicionamiento en listas

### Listas semanales
| Lista (2021)         | Mejor posición |
| -------------------- | -------------- |
| Japón (Oricon)       | 8              |
| Corea del Sur (Gaon) | 1              |
| Reino Unido (OCC)    | 34             |

### Lista mensual
| Lista (2021)         | Mejor posición |
| -------------------- | -------------- |
| Corea del Sur (Gaon) | 1              |

## Historial de lanzamiento
| País          | Fecha               | Formato(s)           | Distribuidora             |
| ------------- | ------------------- | -------------------- | ------------------------- |
| Corea del Sur | 30 de marzo de 2021 | CD, descarga digital | SM Entertainment, Dreamus |
| Varios        | 30 de marzo de 2021 | Descarga digital     | SM Entertainment          |